# Hyperolius rubrovermiculatus
Hyperolius rubrovermiculatus är en groddjursart som beskrevs av Schiøtz 1975. Hyperolius rubrovermiculatus ingår i släktet Hyperolius och familjen gräsgrodor. IUCN kategoriserar arten globalt som starkt hotad. Inga underarter finns listade i Catalogue of Life.